# Lombok
Lombok je jedním z větších ostrovů Malých Sund. Lombockým průlivem je oddělen od ostrova Bali na západě a průlivem Alas od Sumbawy na východě.
Rozloha ostrova je 4725 km². Žijí na něm zhruba 3 miliony obyvatel. Lombok patří mezi velmi hustě osídlené oblasti Indonésie, stejně jako například sousední Bali nebo Jáva.
5. srpna 2018 zde došlo k ničivému zemětřesení, které mělo za následek 259 lidských životů a okolo 1500 zraněných.

## Geografie

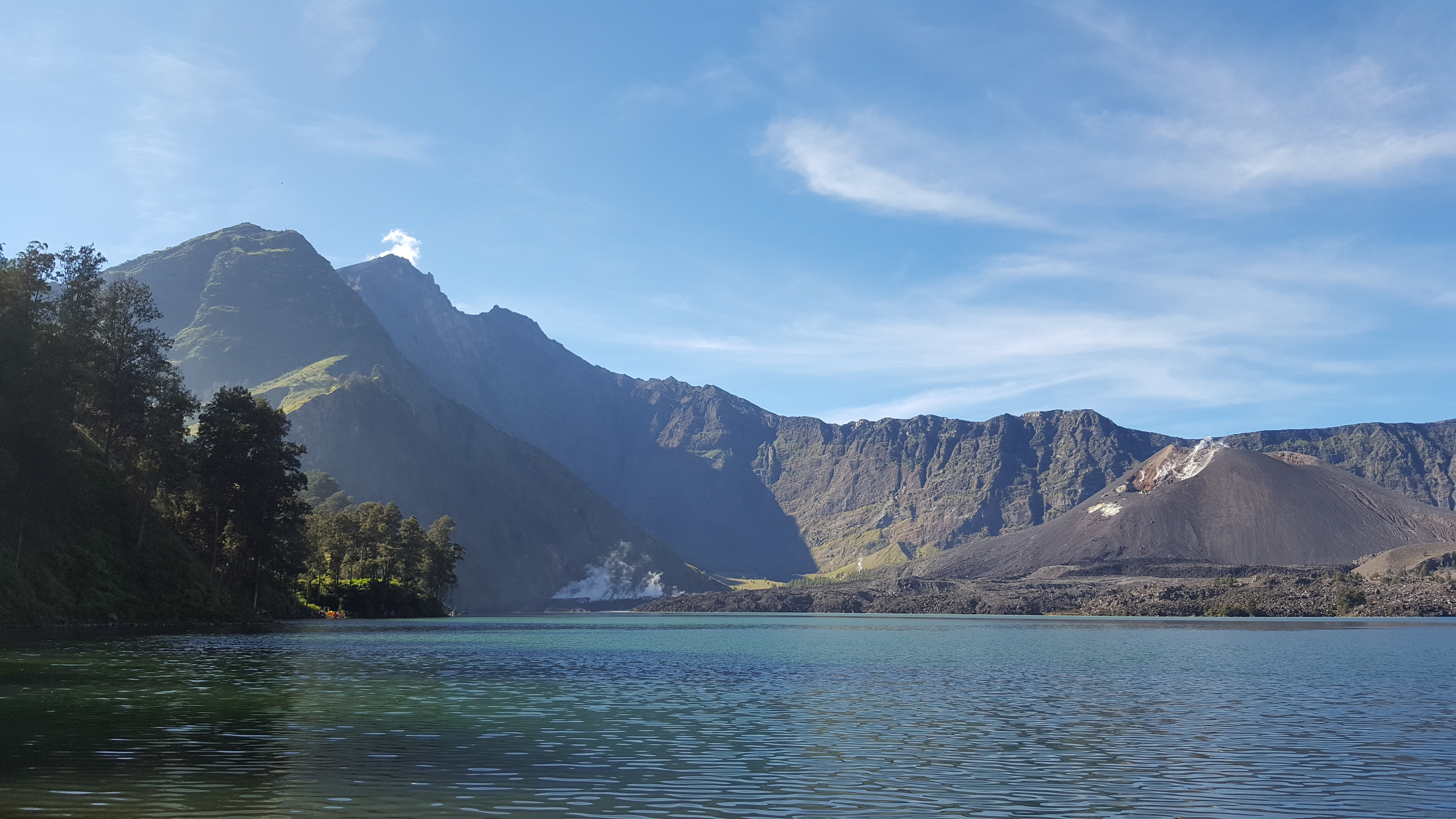
Národní park Mount Rinjani

Lombok je spolu se sousedním ostrovem Sumbawa součástí provincie Západní Nusa Tenggara. Hlavní město provincie, Mataram, leží na západě ostrova Lombok. Se zhruba 350 000 obyvateli je největším městem ostrova i provincie.
Výraznou dominantou ostrova je aktivní stratovulkán Rinjani v centrální severní části ostrova, jehož vrchol dosahuje nadmořské výšky 3726 m. Mount Rinjani je tak druhou nejvyšší sopkou Indonésie (po Kerinci na Sumatře). Oblast je stále vulkanicky aktivní, erupce byly zaznamenány i v roce 2010. Západně od Lomboku vede tzv. Wallaceova linie, která rozděluje oblasti rozšíření asijských a australských druhů.

## Obyvatelstvo
Většinu z třímilionové populace tvoří Sasakové, pro které je Lombok hlavním domovem. Na ostrově dále žije asi 300 000 Balijců, kteří jsou na rozdíl od muslimských Sasaků vyznavači hinduismu.

## Turismus

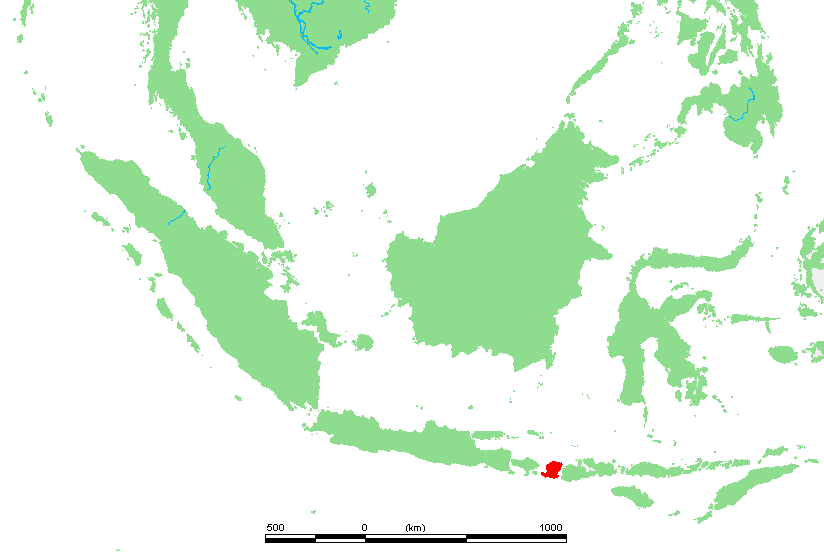
Poloha ostrova Lombok v rámci Indonésie

Lombok je podobně jako sousední Bali oblíbeným turistickým cílem, turismus zde však ještě nedosáhl takové intenzity. Významným turistickým centrem je Senggigi ležící severně od Mataramu. Oblíbené jsou také ostrovy Gili. Jde o řetěz ostrůvků severozápadně od Lomboku. Jsou zde zakázána motorová vozidla, turisté se zde dopravují například na bicyklech či v drožkách tažených koňmi. Mnoho návštěvníků sem přichází kvůli potápění.
Po roce 2000 došlo v důsledku několika útoků v oblasti (nejznámější proběhl na Bali v roce 2002, kdy zemřelo 202 lidí, převážně cizinců) k dočasnému útlumu cestovního ruchu, později se opět vrátil na předchozí úroveň.